# Place du Châtelet

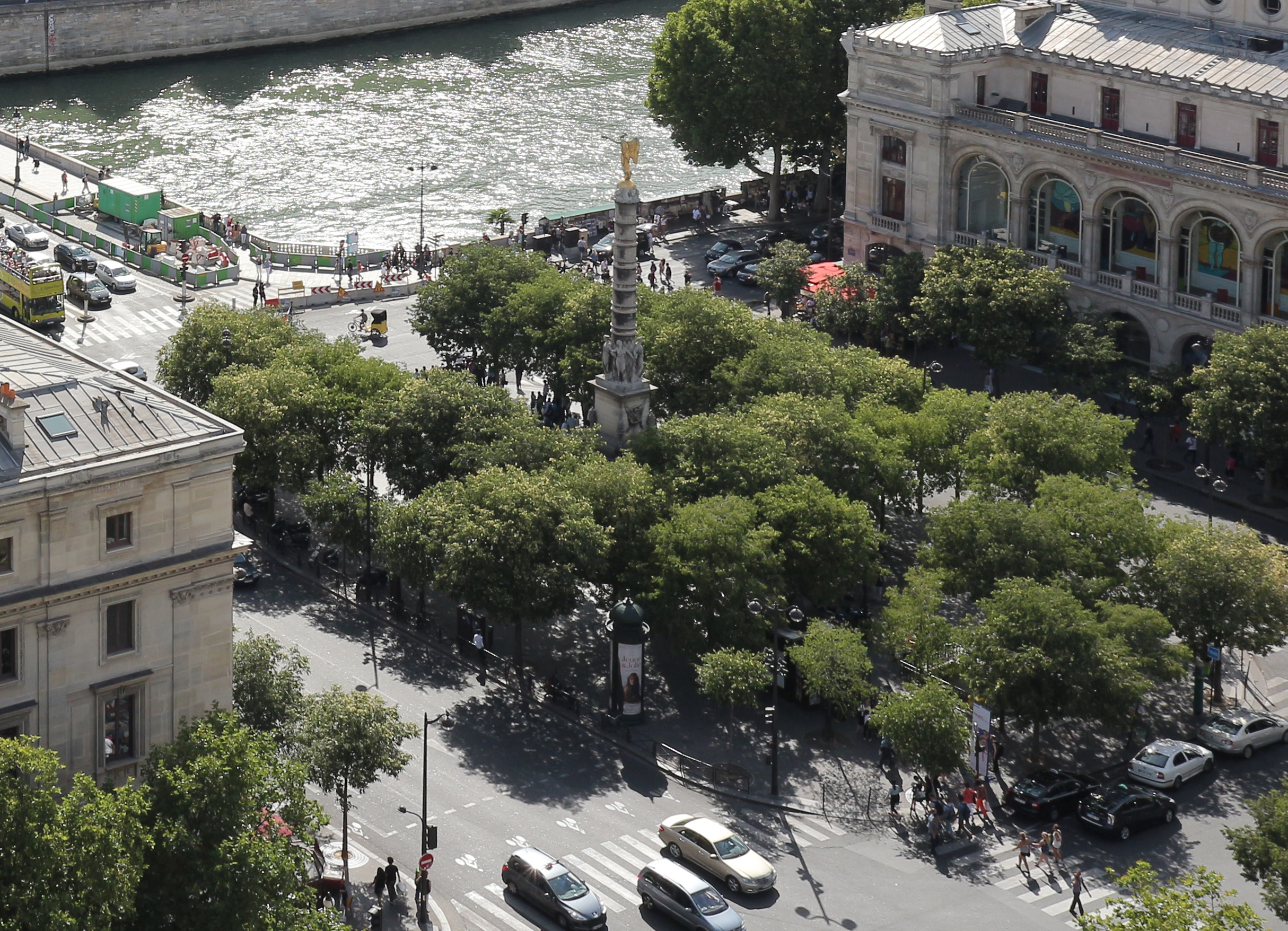
Place du Châtelet

Place du Châtelet är en plats mitt i Paris, ett stenkast norr om Seine på gränsen mellan första och fjärde arrondissementet. Vid torget ligger Théâtre du Châtelet, en av Paris musikalteatrar. På den centrala delen av torget, som är reserverat för fotgängare, finns en fontän. Under platsen ligger knutpunkten metrostation Châtelet.